# Zinaïda Botxàntseva
Zinaïda Petrovna Botxàntseva (rus: Зинаи́да Петро́вна Боча́нцева), nascuda el 10 de juliol de 1907 a Taixkent (Imperi Rus) i traspassada el 17 d'agost de 1973 a Taixkent (Unió Soviètica), fou una botànica soviètica, especialista en biologia cel·lular i embriologia, doctora en biologia, que fou professora de la Universitat de Taixkent i Director del Departament de Biologia Cel·lular i Embriologia del jardí botànic de l'Acadèmia de ciències de la República Socialista Soviètica de l'Uzbekistan. La seva abreviatura en botànica, d'acord amb la transliteració alemanya, és Botschantz.

## Carrera
En 1930-1933 va participar en expedicions per estudiar la flora de l'Àsia central soviètica. La seva recerca se centrà en el camp de la morfologia vegetal, citologia i biologia de les plantes silvestres, especialment de les tulipes. És autora de més de cinquanta publicacions sobre aquest tema. La seva tesi doctoral en 1960 titulada Morfologia, citologia i biologia de les tulipes donà lloc a la publicació d'una monografia del mateix títol en 1962 i traduïda a l'anglès el 1982. S'hi descriuen, en particular, les següents tulipes::

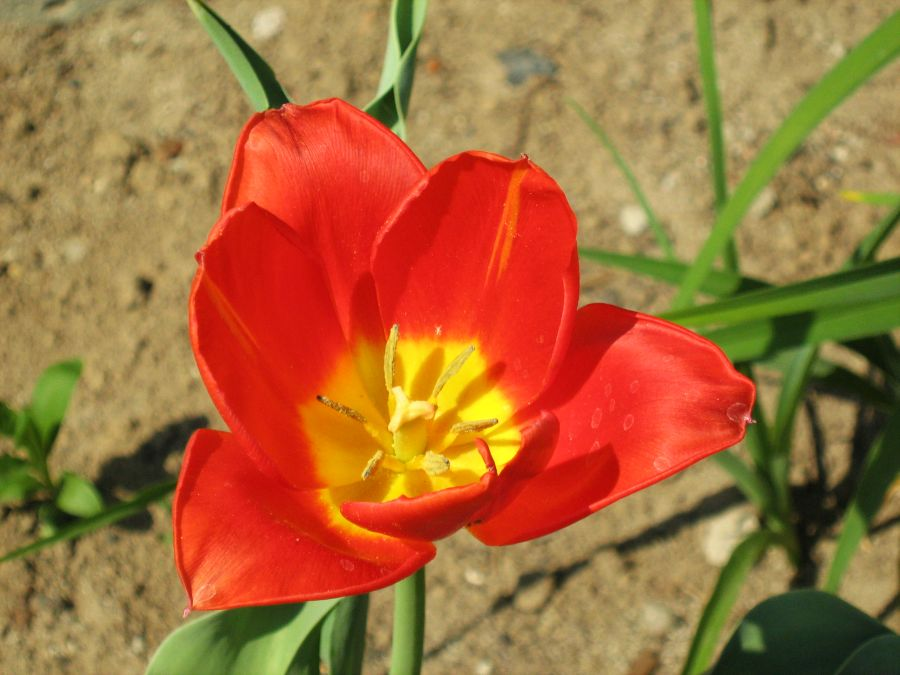
Tulipa vvedenskyi

- Tulipa vvedenskyi Botschantz. Tulipa de Vvedenski
- Tulipa affinis Botschantz. Tulipa afina
- Tulipa butkovii Botschantz. Tulipa de Butkov
- Tulipa anadroma Botschantz. Tulipa anadroma
- Tulipa tschimganica Botschantz. Tulipa de Tximgan
- Tulipa uzbekistanica Botschantz. & Sharipov. Tulipa d'Uzbekistan

En 1950-1960 Zinaïda va treballar activament en la selecció de tulipes ornamentals i en la seva hibridació. Les varietats úniques de tulipes Liuba Xevtsova (classe 12) i Glòria maternal (Materínskaia slava) (classe 13) es van obtenir per selecció de bulbs recollits en l'hàbitat natural d'aquestes flors. La varietat Sortida de sol (classe 12) (Voskhod solntsa, coneguda com a Sunrise als països anglòfons) es va obtenir per hibridació en el si de l'espècie.

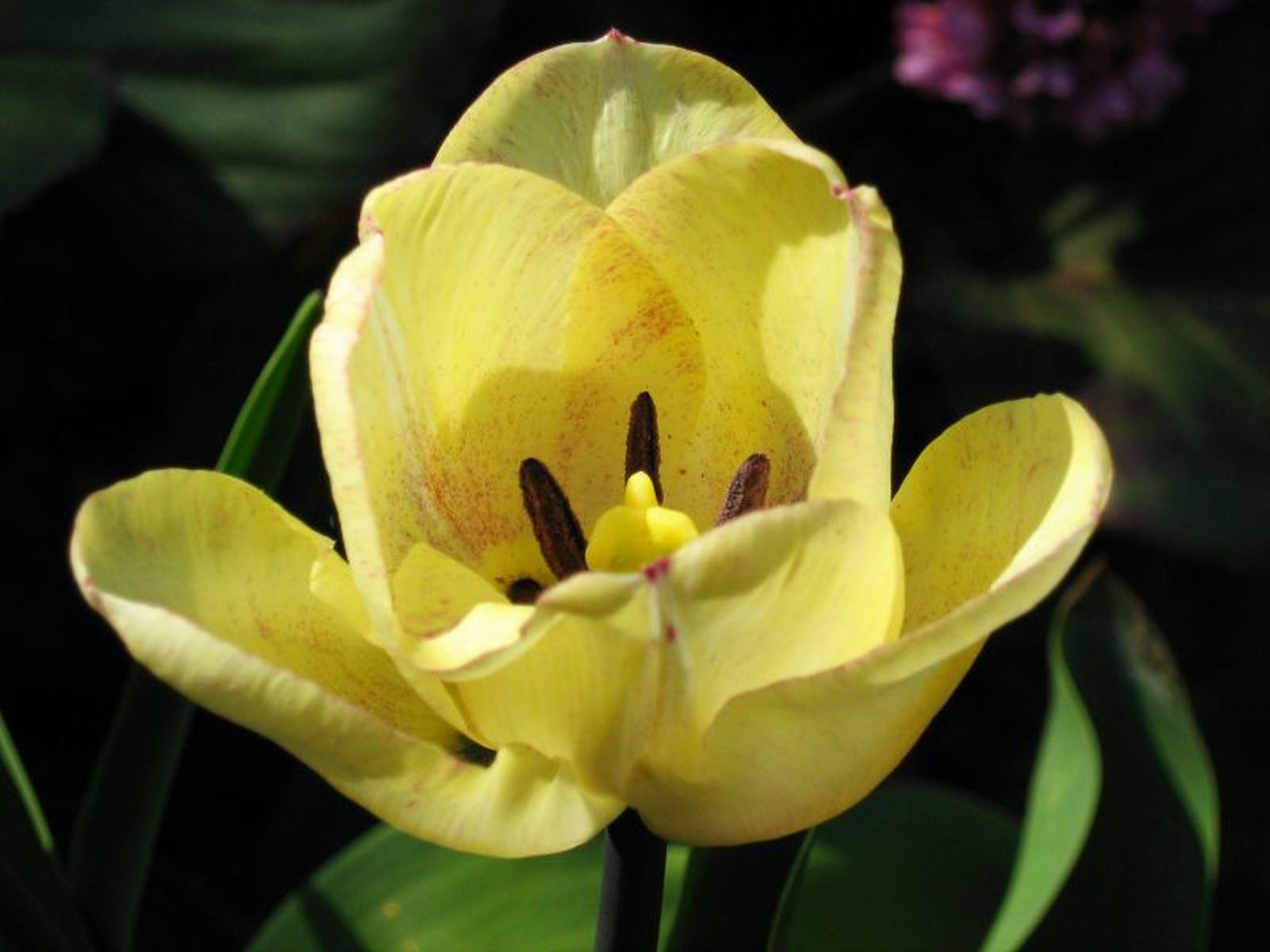
Tulipa butkovii

Nombroses classes de tulipes obtingudes per Zinaïda Botxàntseva foren guardonades amb medalles de bronze, d'argent o d'or a les diferents exposicions a Moscou del VDNKh. entre les quals, hom pot distingir: Cigonyet (Аистёнок) (classe 12); Veles roges (Алые Паруса) (classe 3); Ametista (Аметист) (classe 12); Aelita (Аэлита) (classe 12); Barmalei (Бармалей) (classe 5); Bakhor (Бахор) (classe 12); Vólnitsa (Вольница) (classe 5); Orient-1 (Восток-1) (classe 12); Sortida del sol (Восход Солнца) (classe 12); Vuit Mars (Восьмое Марта) (classe 12); Glétxer (Глетчер) (classe 5); Ícar (Икар) (classe 5); Lunar (Лунник) (classe 12); Liuba Xevtsova (Люба Шевцова) (classe 12); Liudmila (Людмила) (classe 13); Glòria maternal (Материнская Слава) (classe 13); Nadira (Надира) (classe 5); Nimfa (Нимфа) (classe 12); Novel·la (Новелла) (classe 12); Pamir (Памир) (classe 5), Professor I.A. Raikova (Профессор И. А. Райкова) (classe 12), Russalka (Русалка) (classe 5); Skriabin (Скрябин) (classe 5); Txukotka (Чукотка) (classe 5).

## Condecoracions
- Orde de Lenin

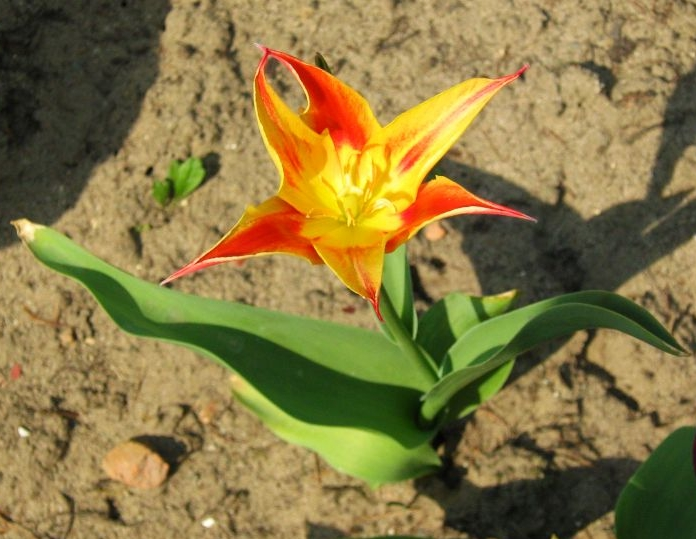
Vista d'una tulipa de Tximgan

- Orde de la Bandera Roja del Treball

Zinaïda Botxàntseva és enterrada a Taixkent, al cementiri Botkin.

## Homenatges
Les tulipes de Tximgan foren batejades en honor seu:
- Tulipa de Zinaïda (Zenaïda): Tulipa zenaidae Vved[2]
- Tulipa de Botxàntseva: Tulipa botschantzevae S.N.Abramova & Zakalyabina

Així com d'altres plantes:
- (Asphodelaceae) Eremurus zenaidae Vved.
- (Iridaceae) Juno zenaidae Vved.
- (Lamiaceae) Phlomis zenaidae Knorring
- (Lamiaceae) Phlomoides zenaidae (Popov) Adylov, Kamelin & Makhm

## Algunes publicacions
- К вопросу о стадийном развитии многолетних растений. // Труды Института ботаники АН Узбекской ССР, том 1, 1952.
- Тюльпаны и их культура в Ташкенте. [Les tulipes i llur cultura a Taixkent] Реферат работ АН УзССР, внедряемых в народное хозяйство. — Ташкент: Изд. АН УзССР, 1955.
- Онтогенез тюльпанов. [Ontogènesi de les tulipes] // Труды института ботаники АН УзССР, вып. 5, 1956.
- Тюльпаны. Морфология, цитология и биология. [Morfologia, citologia i biologia de les tulipes], Taixkent: Изд. АН УзССР, 1962. — 408 pàgines.
- Z. P., Botschantzeva. CRC Press. Tulips: taxonomy, morphology, cytology, phytogeography and physiology, 1982, p. 120. ISBN 9061910293.